# Lev Psakhis
Lev Psakhis est un joueur d'échecs et un entraîneur d'échecs soviétique puis israélien né le 29 novembre 1958 à Krasnoïarsk, grand maître international depuis 1982, deux fois champion d'URSS (en 1980-1981 et décembre 1981).

## Biographie et carrière

### Victoires dans les tournois internationaux
Psakhis remporta les tournois suivants :
- Cienfuegos 1983 (mémorial Capablanca),
- Belgrade 1988,
- Amsterdam 1989 (tournoi OHRA open, ex æquo avec Zurab Azmaiparashvili)
- le tournoi de Sarajevo en 1981 et 1986 (ex æquo avec Lajos Portisch et Kiril Georgiev),
- l'open de Lugano en 1988 (ex æquo avec Ľubomír Ftáčnik).

### Champion d'URSS (1980-1981)
En 1977, Psakhis remporta le championnat de la RSFSR. En 1979, il reçut le titre de maitre d'échecs soviétiques en remportant un tournoi de jeunes maîtres, puis il termina troisième-huitième ex æquo de la demi-finale du championnat d'URSS 1979, et douzième du championnat de première ligue soviétique. L'année suivante, en 1980-1981, il remporta la demi-finale puis, ex æquo avec Aleksandr Beliavski, la finale de la division supérieure du championnat d'URSS lors de sa première participation à la ligue supérieure. Il conserva son titre l'année suivante, en terminant premier de la finale, ex æquo avec Garry Kasparov qu'il battit lors de leur rencontre sur l'échiquier.

### Grand maître international (1982)

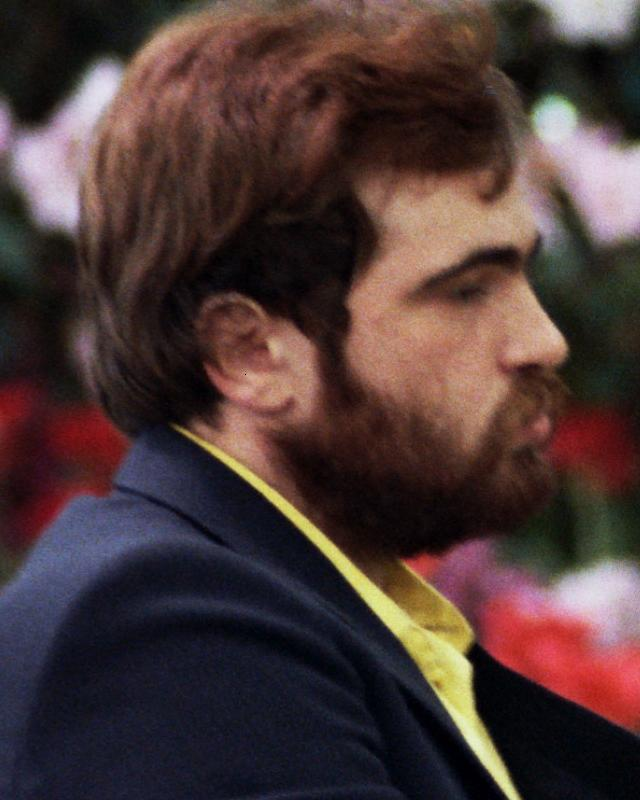
Lev Psakhis au tournoi de Dortmund 1982

Psakhis reçut le titre de maître international en 1980, puis celui de grand maître international deux ans plus tard. En 1982, il participa au tournoi interzonal de Las Palmas où il termina à la huitième-dixième place. 
En 1990, il disputa un match d'entraînement contre Garry Kasparov qu'il perdit.

### Champion d'Israël
En 1990, Psakhis émigra en Israël. Il remporta le championnat d'Israël en 1997 et 1999.

### Compétitions par équipe
Psakhis représenté Israël à sept reprises lors des olympiades d'échecs de 1990 à 2002.
En 1999, il remporta la médaille d'or individuelle au quatrième échiquier lors des championnats d'Europe par équipes à Batoumi.

### Championnats du monde (1999 à 2001)
| Année | Lieu      | Résultat       | Ultime adversaire | Adversaires battus         |
| ----- | --------- | -------------- | ----------------- | -------------------------- |
| 1999  | Las Vegas | troisième tour | Veselin Topalov   | Alonso Zapata, Ilya Smirin |
| 2000  | New Delhi | premier tour   | Emir Dizdarević   |                            |
| 2001  | Moscou    | deuxième tour  | Ye Jiangchuan     | Viktor Kortchnoï           |

## Publications
- Complete Benoni, Batsford, London 1995,  (ISBN 0-7134-7765-2)
- Advanced chess tactics, Quality Chess, Glasgow 2011,  (ISBN 978-1-907982-04-0)

Psakhis a publié cinq livres sur la défense française dont il est un spécialiste :
- The complete French, Batsford, London 1992,  (ISBN 0-7134-6965-X)
- Advance and other anti-French variations, Batsford, London 2003,  (ISBN 0-7134-8843-3)
- French defence 3 Nd2, Batsford, London 2003,  (ISBN 0-7134-8825-5)
- French defence 3 Nc3 Bb4, Batsford, London 2003,  (ISBN 0-7134-8841-7)
- French defence: Steinitz, classical and other systems, Batsford, London 2004,  (ISBN 0-7134-8941-3)